# عدي الحربش
عدي جاسر الحربش (وُلد في ألمانيا عام 1978) هو أديب وطبيب سعودي، وصدر له عدد من المجموعات القصصية التي تميزت بأسلوبها الحكائي الممتع وباستحضار الشخصيات التاريخية والشعبية. وقد فاز بجائزة كتاب العام التي يمنحها نادي الرياض الأدبي في دورتها الثانية عام 2010م-1430هـ عن مجموعته القصصية (حكاية الصبي الذي رأى النوم) مناصفةً مع الدكتورة عواطف نوّاب.

## حياته
وُلد عدي في ألمانيا عام 1978. حاصل على بكالوريوس الطب والجراحة من جامعة الملك سعود بالرياض عام 2002، ثم أنهى سنة الامتياز في مستشفى الملك خالد الجامعي عام 2003، وابتعث إلى كندا عام 2008، حيث أنهى التخصص الدقيق في أمراض الكلى لدى الأطفال من جامعة ألبرتا بكندا عام 2011. حصل على بورد الزمالة الأمريكية في طب الأطفال عام 2010، وبورد الزمالة الكندية في طب الأطفال عام 2010، ثم بورد الزمالة الكندية في أمراض كلى الأطفال عام 2010.
يعمل أستاذًا مساعدًا واستشاريًا في أمراض الكلى لدى الأطفال بجامعة الملك سعود-مستشفى الملك خالد الجامعي.

## مؤلفاته
من إصداراته:
- (حكاية الصبي الذي رأى النوم) مجموعة قصصية صدرت عام 2008م عن النادي الأدبي بالرياض.[3]
- (أمثولة الوردة والنطاسي)[6] مجموعة قصصية صدرت عام 2016م عن دار جداول.[7]
- شارك في تأليف كتاب (المعلقات لجيل الألفية) الصادر عام 2021م عن مركز الملك عبد العزيز الثقافي العالمي (إثراء).
- (عنادل حجرية) صدر عن دار صوفيا عام 2022.